# Roland Strunk
Roland Strunk (* 15. Februar 1892 in Košice; † 22. Oktober 1937 in Hohenlychen) war ein österreichischer Offizier, deutscher Journalist und Kriegsreporter der NS-Tageszeitung Völkischer Beobachter und Schriftsteller.

## Leben
Strunk diente im Ersten Weltkrieg als Oberleutnant der Dragoner in der österreichischen Armee. Als Geheimdienstangehöriger ließ er sich absichtlich gefangen nehmen, um Strecken der transsibirischen Eisenbahn zu sprengen. Der Versuch misslang, er wurde zum Tode verurteilt. Zu lebenslangem Zuchthaus begnadigt, sah er sich nach Ausbruch der Februar-Revolution wieder in Freiheit; es gelang ihm, sich zu den deutschen Truppen durchzuschlagen.
Nach Kriegsende 1918 wanderte er nach Deutschland aus und diente unter General Seeckt in der Schwarzen Reichswehr. Später wurde er Kriegsberichterstatter. Er begleitete die Armee von Kemal Pascha, beschrieb den Aufstand der Rifkabylen und die Operationen der japanischen Armee in der Mandschurei. 1933 wechselte er die Redaktion und ging von der deutschnationalen Scherl-Presse zum Völkischen Beobachter. Bald galt er als Nummer eins der nationalsozialistischen Militärkorrespondenten. Er marschierte mit den Mussolini-Truppen nach Abessinien und mit der Franco-Armee bis vor Madrid. Durch Vermittlung von Gunter d’Alquen wurde er 1937 Mitglied der SS mit dem Rang eines Hauptsturmführers. 
Aufgrund einer angeblichen Liebesaffäre Horst Krutschinnas, Adjutant Baldur von Schirachs, mit seiner Ehefrau, kam es am 17. Oktober 1937 zum Duell auf Pistolen. Dabei erlitt Strunk beim dritten Kugelwechsel einen Hüftdurchschuss und starb trotz sofortiger Operation durch den Unparteiischen des Duells, den Chefarzt und SS-Standartenführer Karl Gebhardt, am 22. Oktober 1937 im Klinikum Hohenlychen. Die Operation deckte eine siebenfache Darmruptur durch den Schuss und eine Darmtuberkulose auf.

## Duell und Tod
Himmler war in seiner Studentenzeit in München selbst Mitglied einer schlagenden Verbindung gewesen, war aber als Katholik während der Zeit in der Verbindung mit dem Konflikt von Kirche und Mensur nicht fertig geworden. Nach dem Röhm-Putsch ersetzte er die SA-Ehrenordnung für die SS im November 1935 durch die Wiedereinführung des Zweikampfes in der SS. Dieser hatte nach strengen, von Himmler festgelegten Regeln abzulaufen und bedurfte der Genehmigung durch ihn als den Reichsführer SS, nachdem zuvor bereits das Zweikampfverbot der Weimarer Republik von den Nationalsozialisten durch eine entsprechende erneute Änderung des Reichsstrafgesetzbuches im Mai 1933 gelockert worden war. 
Nach der Ehrenordnung der SS war hinsichtlich der von Strunk vermuteten frivolen Beziehung des ihm persönlich bekannten Adjutanten Baldur von Schirachs mit seiner Ehefrau Satisfaktion zu geben. Krutschinna, der in der Sache selbst zu Lebzeiten Strunks keine Aussage machte, erklärte sich dazu bereit. Das Ehrengericht erkannte auf ein Säbelduell, das bis zur Kampfunfähigkeit eines der Paukanten gehen sollte. Damit war Strunk nicht einverstanden, weil er den Säbel für antiquiert hielt, und brachte ein ärztliches Attest bei, wonach ihm aufgrund seiner Malaria typische Säbelverletzungen nicht zuzumuten seien. Krutschinna willigte auf den von Strunk so vorgebrachten Waffenwechsel auf Pistolen ein.
Das Duell fand am 17. Oktober 1937 morgens im Park des Klinikums Hohenlychen statt. Strunk benutzte seine aus dem Ersten Weltkrieg gewohnte Parabellum 08. Nachdem in den ersten zwei Kugelwechseln Krutschinna durch zwei empfangene Streifschüsse die ernsten Absichten seines Gegners deutlich geworden waren, traf er den Gegner dann fatal. Der Hitlervertraute, Unparteiische des Duells und Chefarzt des Klinikums Gebhardt operierte Strunk persönlich, musste jedoch die Aussichtslosigkeit seiner Bemühungen akzeptieren. 
Zur Beerdigung auf dem Waldfriedhof Hohenlychen schickte Hitler demonstrativ seinen Reichspressechef mit einem extrem großen Blumengebinde. Auch von Schirach sandte einen Kranz. Die Wut Hitlers über den Vorfall beruhte nicht zuletzt darauf, dass ihm einer der wenigen international anerkannten deutschen Korrespondenten verloren gegangen war. Krutschinna musste aus den Diensten von Schirachs und aus der HJ ausscheiden. Es ist allerdings nichts über einen Strafprozess bekannt geworden, da dadurch das Ansehen der NSDAP hätte Schaden nehmen können. 
Krutschinna kam kurz nach Ende des Zweiten Weltkriegs bei einem Unfall ums Leben.
Die bei diesem Duell verwendeten Waffen spielen eine Rolle in Rayk Wielands Roman "Beleidigung Dritten Grades" (München 2022).

## Publikationen
- Erwachen an der Grenze. Berlin 1934
- Das goldene Kälbchen. Berlin 1934 (mit Kurt Stahlschmidt)
- Achtung! Asien marschiert: Ein Tatsachenbericht. Berlin 1934
- Die Sache mit Heide: Ein Roman zwischen Hongkong u. Genua. Leipzig 1935
- Treibholz. Leipzig 1938